# زیردریایی کلاس فوکا
زیردریایی کلاس فوکا (به انگلیسی: Foca-class submarine) یک کلاس از زیردریایی است که طول آن 82.8 m می‌باشد.